# Jindřich II. Plantagenet
Jindřich II. Plantagenet nazývaný také Jindřich II. z Anjou (anglicky Henry Plantagenet, Henry FitzEmpress, 5. března 1133, Le Mans – 6. července 1189, hrad Chinon) byl anglický král a zakladatel dynastie Plantagenetů a anjouovské říše.
Byl první ze tří synů normandského vévody Geoffroye V. z Anjou a Matyldy Anglické, dcery anglického krále Jindřicha I. Dědictví po otci ve Francii rozšířil sňatkem s Eleonorou Akvitánskou o další území, které spojil v personální unii a získal významné postavení v západoevropské politice. Byl prvním z anglické větve dynastie Anjouovců pojmenované dodatečně podle přezdívky „Plantagenet“ jeho otce Geoffroye. Osudným se Jindřichovi stal spor s arcibiskupem z Canterbury Thomasem Becketem a také boj jeho synů o nástupnictví. Patří k nejvýznamnějším panovníkům v anglické historii.

## Život
Jindřich byl popisován jako energický a charismatický muž, který velmi brzy proslul jako vojevůdce i jako dobrý panovník. Jeho největší chybou byl velký neklid, který ho nutil k neustálé činnosti, a také prchlivost, kterou zdědil po otci a která byla typická i pro většinu jeho potomků. O předcích z otcovy strany se hovořilo jako o mužích s návaly černého vzteku, kteří prý pocházeli od mytologické Meluzíny, Satanovy dcery. Kvůli své zálibě v prostém šatstvu získal přídomek Krátký plášť.
| „ | ... muž zarudlé pleti, střední postavy, měl lví čtverhrannou tvář, vypoulené oči, naivní a mírné, když byl dobře naladěn, metající blesky, když byl rozhněván. Od rána do večera se neustále zabýval záležitostmi království. Nikdy si nesedl, pokud zrovna neseděl na koni nebo nejedl. Pokud neměl v rukou luk nebo meč, zasedal v radě nebo četl... | “ |

### Král Jindřich a Eleonora Akvitánská

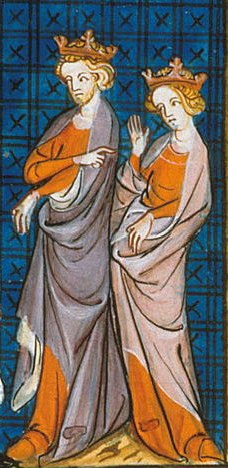
Jindřich a Eleonora (Kroniky ze Saint-Denis)

Svůj nárok na anglický trůn, který zdědil po své matce, si musel nejprve vybojovat. V době jeho dětství ovládal Anglii bratranec jeho matky, Štěpán III. z Blois, který trůn uzurpoval na její úkor. Hned po Štěpánově nástupu roku 1135 propukla v zemi občanská válka, kterou se podařilo ukončit až roku 1153, kdy dvacetiletý Jindřich porazil Štěpána a jeho spojence a přinutil ho podepsat mírovou dohodu. Štěpán jmenoval Jindřicha svým nástupcem místo svých potomků a když o rok později zemřel, Jindřich nastoupil na trůn. Svým příchodem upevnil v Anglii dominantní postavení francouzské kultury.
Po smrti svého otce zdědil Jindřich rozsáhlé území v severní Francii, za která musel složit lenní přísahu francouzskému králi Ludvíku VII. Tak se prý setkal s o jedenáct let starší Eleonorou Akvitánskou, která byla Ludvíkovou manželkou. Eleonora byla nejbohatší dědičkou té doby – vládla nad rozsáhlými a úrodnými kraji Akvitánie a Poitou na jihu Francie – a byla prý i nejkrásnější ženou, která v té době žila (podle dějepisců byla také fyzicky velmi odolná). Roku 1152 se Eleonora rozvedla s francouzským králem z důvodu příliš blízké příbuznosti, i když s ním měla dvě dcery. Vrátila se na své panství v Akvitánii, proslulé dobrým vínem, a tam se o dva měsíce později bez Ludvíkova svolení, které bylo teoreticky nezbytné, provdala za Jindřicha, se kterým byla v podobně blízkém příbuzenském vztahu jako s králem Ludvíkem. Jindřich tak ve svých rukou shromáždil mnohem větší území, než měl tehdy pod svou vládou francouzský panovník.
| „ | ... území, nad nímž vládli Jindřich a Eleonora, zahrnovalo západní část dnešní Francie, rozprostíralo se po celém francouzském pobřeží podél Lamanšského průlivu a Atlantiku, od ústí Bresle až po břehy řeky Bidassoa, za Bayonne... | “ |

O rok později se Jindřich stal anglickým následníkem a roku 1154 byl spolu s Eleonorou korunován anglickým králem. Roku 1170 jmenoval spoluvládcem v Anglii svého nejstaršího žijícího syna Jindřicha Mladíka. Nechal ho korunovat za krále, ale spoluvláda byla jen formální. Ve skutečnosti si Jindřich II. veškerou moc i nadále podržel pro sebe. Se svým nejstarším synem měl pak řadu sporů a ozbrojených konfliktů. Jindřichovým úhlavním nepřítelem však byl francouzský král Ludvík VII. Jejich vztahu nepřispělo ani to, že Eleonora, která Ludvíkovi dala jen dvě dcery, porodila Jindřichovi osm dětí, z toho pět synů. Po smrti Ludvíka VII. se stal francouzským králem Ludvíkův syn Filip II. August, který po Jindřichovi II. rovněž vyžadoval lenní poslušnost, což se ale hrdému králi Anglie nezamlouvalo. Jindřich II. byl na území Anglie suverénním vladařem, přes své državy ve Francii byl formálně stále vazalem krále francouzského. Byl ovšem vazalem velmi mocným, jelikož sám francouzský král Filip II. August vládl ve Francii menšímu území než Jindřich II. Tyto územní spory vedly k řadě válečných střetů mezi oběma panovníky, přičemž Filip II. August obratně využíval mocenských ambicí všech Jindřichových synů a štval je proti jejich otci.
| „                   | Od Ďábla jsme přišli a k Ďáblu se vrátíme... | “ |
| — Richard Lví srdce |                                              |   |

### Spor s arcibiskupem Becketem

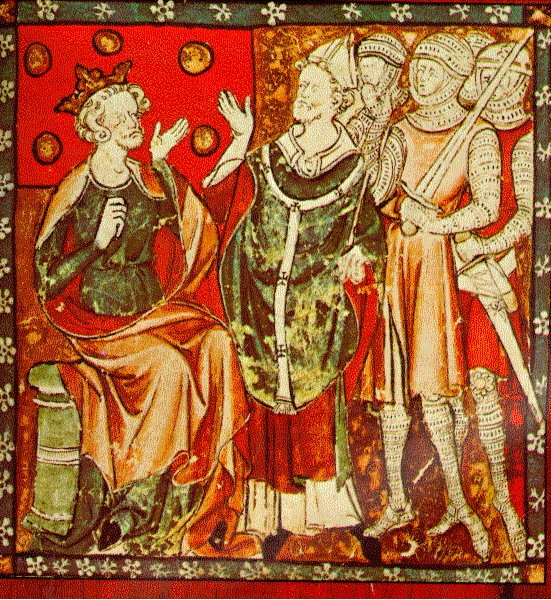
Král Jindřich II. a Thomas Becket (středověká iluminace)

Jindřich za své vlády pobýval střídavě na svých panstvích v Anglii i Francii, jeho předním zájmem bylo ale obnovení pořádku v Anglii. Musel se postarat o nápravu škod, vzniklých válkou a Štěpánovou vládou. Obnovil státní správu, zreformoval soudnictví a také omezil pravomoci církve. Roku 1166 byly podepsány tzv. Clarendonské rozhodnutí, v nichž se šlechta i církev zavázala k návratu k zákonům, které byly platné před Štěpánovým nástupem na trůn.
Do opozice se postavila církev, která se nechtěla vzdát privilegií, která za války získala. V čele stál arcibiskup canterburský, Tomáš Becket, který byl dříve Jindřichovým kancléřem a blízkým přítelem. Po jeho jmenování arcibiskupem, o které se Jindřich osobně zasadil, jejich vztah ochladl a Becket se v zájmu církve obrátil proti králi. Tento spor se táhl až do roku 1170, kdy byl arcibiskup v Canterbury zavražděn královými družiníky. Není jisté, zda se tak stalo na králův příkaz či nikoli, obvinění z jeho vraždy se Jindřich už nikdy nezbavil. Becket se za svoje mučednictví dočkal svatořečení a Canterbury se stalo jedním z nejslavnějších poutních míst.

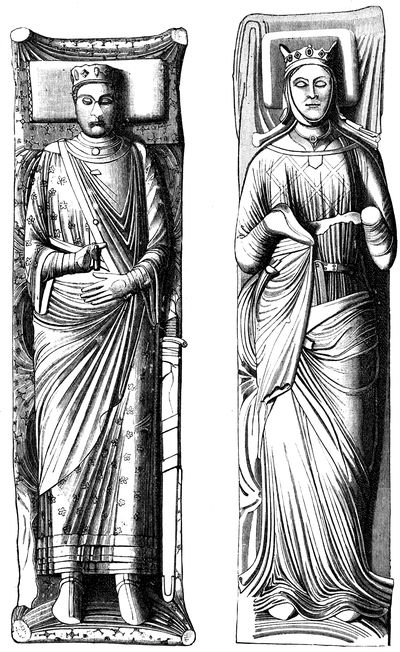
Nákres náhrobku ve Fontevrault

Po Beckettově smrti začalo Jindřichovo postavení upadat a jeho pozice už nebyla nikdy tak pevná. Nakonec se proti němu postavili i jeho synové, které silně podporoval nový francouzský král Filip II. August a také Jindřichova manželka.
| „                 | ...tři Jindřichovi synové, prvorozený Jindřich, Richard z Poitou a Geoffrey z Bretaně se proti svému otci vzbouřili a spojili se s francouzským králem Ludvíkem. To králi přidělalo starosti, jaké do té doby nepoznal, a jeho synové mu pak působili bolest až do poslední chvíle jeho života... | “ |
| — Gerald z Walesu | |   |

Roku 1183 zemřel následník trůnu, princ z Walesu Jindřich Mladík a na jeho místo nastoupil Richard, později zvaný Lví srdce. Jeho mladší bratři Geoffrey a Jan Bezzemek se nechtěli smířit s bratrovou vládou, a tak se mezi nimi rozpoutal boj o moc. Richard byl podporován matkou, král Jindřich stranil nejmladšímu Janovi. Svou střídavou podporu projevoval všem kandidátům na trůn projevoval francouzský král Filip II. August. Když mu Richard složil lenní přísahu za kontinentální území a pak se na stranu francouzského krále přiklonil i Jan, Jindřich II. Plantagenet už byl na konci sil. Byl donucen podepsat mírovou dohodu s Filipem a smířit se se svými syny. Krátce potom roku 1189 opuštěný a zrazený zemřel, po smrti byl pohřben nahý, protože jej služebnictvo o všechno obralo.
| „                 | Snad proto, že Bůh chtěl potrestat vraha Tomáše Becketa a potomka satanovy dcery – víly Meluzíny... | “ |
| — Gerald z Walesu | |   |

Poslední odpočinek Jindřich nalezl v opatství Fontevrault po boku své ženy a syna Richarda.

### Inspirace

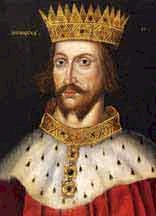
Přibližně 1620. Národní portrétní galerie Spojeného království, Montacute House, Somerset, Spojené království

Jindřich II. se stal inspirací pro mnoho spisovatelů z anglicky mluvících zemí, bezesporu nejslavnějším dílem se stala divadelní hra Jamese Goldmana Lev v zimě popisující vztahy mezi Jindřichem, Eleonorou a jejich syny v období Vánoc roku 1183. Tato hra sloužila jako předloha stejnojmennému filmu z roku 1968 od režiséra Anthony Harvey. Postavu Jindřicha II. v ní ztvárnil Peter O'Toole. Podruhé byla hra zfilmována v roce 2003 režisérem Andrejem Končalovským. Hlavní roli Jindřicha si v tomto filmu zahrál Patrick Stewart.

## Vývod z předků
|                          |                             |  |                      |                             |  |  |  |  |  |  |  | Geoffroy II. z Gâtinais |
|                          |                             |  |                      |                             |  |  |  |  |  |  |  |                         |
|                          | Fulko IV. z Anjou           |  |                      |                             |  |  |  |  |  |  |  |                         |
|                          |                             |  |                      |                             |  |  |  |  |  |  |  |                         |
|                          |                             |  |                      | Ermengarda z Anjou          |  |  |  |  |  |  |  |                         |
|                          |                             |  |                      |                             |  |  |  |  |  |  |  |                         |
|                          | Fulko V. z Anjou            |  |                      |                             |  |  |  |  |  |  |  |                         |
|                          |                             |  |                      |                             |  |  |  |  |  |  |  |                         |
|                          |                             |  |                      | Simon I. z Montfortu        |  |  |  |  |  |  |  |                         |
|                          |                             |  |                      |                             |  |  |  |  |  |  |  |                         |
|                          | Bertrada z Montfortu        |  |                      |                             |  |  |  |  |  |  |  |                         |
|                          |                             |  |                      |                             |  |  |  |  |  |  |  |                         |
|                          |                             |  |                      | Anežka z Évreux             |  |  |  |  |  |  |  |                         |
|                          |                             |  |                      |                             |  |  |  |  |  |  |  |                         |
|                          | Geoffroy V. z Anjou         |  |                      |                             |  |  |  |  |  |  |  |                         |
|                          |                             |  |                      |                             |  |  |  |  |  |  |  |                         |
|                          |                             |  |                      | Jan z Beaugency             |  |  |  |  |  |  |  |                         |
|                          |                             |  |                      |                             |  |  |  |  |  |  |  |                         |
|                          | Eliáš I. z Maine            |  |                      |                             |  |  |  |  |  |  |  |                         |
|                          |                             |  |                      |                             |  |  |  |  |  |  |  |                         |
|                          |                             |  |                      | Pavla z Maine               |  |  |  |  |  |  |  |                         |
|                          |                             |  |                      |                             |  |  |  |  |  |  |  |                         |
|                          | Ermengarda z Maine          |  |                      |                             |  |  |  |  |  |  |  |                         |
|                          |                             |  |                      |                             |  |  |  |  |  |  |  |                         |
|                          |                             |  |                      | Gervaise ze Château-du-Loir |  |  |  |  |  |  |  |                         |
|                          |                             |  |                      |                             |  |  |  |  |  |  |  |                         |
|                          | Matylda ze Château-du-Loire |  |                      |                             |  |  |  |  |  |  |  |                         |
|                          |                             |  |                      |                             |  |  |  |  |  |  |  |                         |
|                          |                             |  |                      | Ermengarda                  |  |  |  |  |  |  |  |                         |
|                          |                             |  |                      |                             |  |  |  |  |  |  |  |                         |
| Jindřich II. Plantagenet |                             |  |                      |                             |  |  |  |  |  |  |  |                         |
|                          |                             |  |                      |                             |  |  |  |  |  |  |  |                         |
|                          |                             |  | Robert I. Normandský |                             |  |  |  |  |  |  |  |                         |
|                          |                             |  |                      |                             |  |  |  |  |  |  |  |                         |
|                          | Vilém I. Dobyvatel          |  |                      |                             |  |  |  |  |  |  |  |                         |
|                          |                             |  |                      |                             |  |  |  |  |  |  |  |                         |
|                          |                             |  |                      | Herleva z Falaise           |  |  |  |  |  |  |  |                         |
|                          |                             |  |                      |                             |  |  |  |  |  |  |  |                         |
|                          | Jindřich I. Anglický        |  |                      |                             |  |  |  |  |  |  |  |                         |
|                          |                             |  |                      |                             |  |  |  |  |  |  |  |                         |
|                          |                             |  |                      | Balduin V. Flanderský       |  |  |  |  |  |  |  |                         |
|                          |                             |  |                      |                             |  |  |  |  |  |  |  |                         |
|                          | Matylda Flanderská          |  |                      |                             |  |  |  |  |  |  |  |                         |
|                          |                             |  |                      |                             |  |  |  |  |  |  |  |                         |
|                          |                             |  |                      | Adéla Francouzská           |  |  |  |  |  |  |  |                         |
|                          |                             |  |                      |                             |  |  |  |  |  |  |  |                         |
|                          | Matylda Anglická            |  |                      |                             |  |  |  |  |  |  |  |                         |
|                          |                             |  |                      |                             |  |  |  |  |  |  |  |                         |
|                          |                             |  |                      | Duncan I.                   |  |  |  |  |  |  |  |                         |
|                          |                             |  |                      |                             |  |  |  |  |  |  |  |                         |
|                          | Malcolm III. Skotský        |  |                      |                             |  |  |  |  |  |  |  |                         |
|                          |                             |  |                      |                             |  |  |  |  |  |  |  |                         |
|                          |                             |  |                      | Suthen                      |  |  |  |  |  |  |  |                         |
|                          |                             |  |                      |                             |  |  |  |  |  |  |  |                         |
|                          | Matylda Skotská             |  |                      |                             |  |  |  |  |  |  |  |                         |
|                          |                             |  |                      |                             |  |  |  |  |  |  |  |                         |
|                          |                             |  |                      | Eduard Vyhnanec             |  |  |  |  |  |  |  |                         |
|                          |                             |  |                      |                             |  |  |  |  |  |  |  |                         |
|                          | Markéta Skotská             |  |                      |                             |  |  |  |  |  |  |  |                         |
|                          |                             |  |                      |                             |  |  |  |  |  |  |  |                         |
|                          |                             |  |                      | Agáta                       |  |  |  |  |  |  |  |                         |
|                          |                             |  |                      |                             |  |  |  |  |  |  |  |                         |